# Sternarchogiton nattereri
Sternarchogiton nattereri és una espècie de peix pertanyent a la família dels apteronòtids.

## Descripció
- Pot arribar a fer 25 cm de llargària màxima (els mascles tendeixen a ésser més grossos que les femelles).
- Cos comprimit lateralment, en forma de ganivet i amb una coloració uniformement blanca pàl·lida amb un matís rosaci a causa dels capil·lars subcutanis. El dors és gris amb nombrosos electroreceptors en forma de punts blancs.
- Opercle rosat degut a la presència de les brànquies per sota.
- Perfil dorsal del cap força corbat des del clatell fins al musell.
- Boca terminal i amb la mandíbula superior més allargada que la inferior.
- Ulls petits i recoberts per una pell translúcida.
- Aleta anal allargada i amb 180-198 radis.
- Aletes pectorals amples i amb 13-15 radis cada una.
- Aleta caudal gairebé recoberta d'escates i amb 11-15 radis.
- Les aletes no presenten cromatòfors foscos.
- Igual que altres apteronòtids, produeix un camp elèctric continu, de voltatge feble i amb una freqüència de 732-1.465 Hz que li serveix com a eina d'electrolocalització i comunicació.[3]
- A diferència d'altres espècies de Sternarchogiton, presenta un dimorfisme sexual molt accentuat car els mascles reproductors desenvolupen dents fortes i externes als extrems d'ambdues mandíbules, tenen gònades més grosses i llurs caps s'allarguen (aquests mascles són tan diferents de les femelles i dels joves que, durant 40 anys, es va pensar que eren un gènere i una espècie diferents: Oedemognathus exodon).[4][5][6][7][8][9]

## Alimentació
Menja esponges d'aigua dolça que creixen en arbres submergits, troncs i restes de fusta.

## Hàbitat
És un peix d'aigua dolça, bentopelàgic i de clima tropical.

## Distribució geogràfica
Es troba a Sud-amèrica: conca del riu Amazones, incloent-hi el riu Solimões (n'és un dels gimnotiformes més comuns) i el  riu Negro.

## Observacions
És inofensiu per als humans.